# Спінете
Спінете (італ. Spinete) — муніципалітет в Італії, у регіоні Молізе,  провінція Кампобассо.
Спінете розташоване на відстані близько 175 км на схід від Рима, 16 км на захід від Кампобассо.
Населення — 1345 осіб (2014).
Щорічний фестиваль відбувається 24 червня. Покровитель — San Giovanni.

## Демографія
Населення за роками:

Станом на 1 січня 2023 року в муніципалітеті офіційно проживало 13 іноземців з 7 країн, серед них 5 громадян країн Євросоюзу.

## Сусідні муніципалітети
- Баранелло
- Бояно
- Буссо
- Казальчипрано
- Колле-д'Анкізе
- Сант'Елена-Санніта